# الشيخ بن الطيب
Ragaza solo  منتج موسيقي و عازف جيتار و أورغن من مواليد ١٩٩٠ من أصول دولة الكونغو ولد في دولة جنوب السودان عاشق للمو

## اسمه ونسبه
هو المجاهد الشيخ بن الطيب البوشيخي البكري (والشيخ اسمه وليس لقبا له):247 جده السادس هو الشيخ عبد القادر بن محمد السماحي المتوفى سنة 1025 هـ مؤسس الطريقة الشيخية بـ فجيج بالمغرب، ينتهي نسبه إلى الصحابي أبي بكر الصديق.

## سيرة
ولد الشيخ بن الطيب البوشيخي سنة 1780  م بـ الشلالة الظهرانية (ولاية البيض -الجزائر-) بدار أبيه التي لا تزال معالم مرافقها قائمة إلى الآن، والتي أرغمه الاحتلال الفرنسي على هجرانها بعد إعلان مقاومته في 1845م، بعد وفاة والده الطيب بن سليمان، تولى زعامة أولاد سيدي الشيخ الغرابة وحاول أبناء عمومته أولاد بودواية الاعتراض على هذا الاختيار، ولكن أعيان أولاد سيدي عبد الحكم، خصوصا أخواله الزياينة، ذهبوا به من الشلالة إلى تلمسان حيث مقر الحاكم التركي، فأقرهم على هذا الاختيار، وأصبح الشيخ بن الطيب زعيما بلا منازع.):254
وتوفي في 1870 يوليو 15 بمكان يسمى وزدات جنوب عين بني مطهر بشرق المغرب.

## مقاومة الاحتلال
يعتبر الشيخ بن الطيب مُفجر ثورة أولاد سيدي الشيخ ضد الاحتلال الفرنسي"مؤتمر الطريقة الشيخية: على خطى أهل الله". ابن عربي للدراسات العرفانية والصوفية. 11 أغسطس 2017. مؤرشف من الأصل في 2020-06-10. اطلع عليه بتاريخ 2020-06-20.</ref> ، حيث قام الشيخ بن الطيب زعيم فصيلة أولاد سيدي الشيخ الغربية (المغربية:79) بدعاية كبيرة لإثارة القبائل ضد الفرنسيين وسعى للتحالف مع الفصيلة الشرقية (الشراقة).
فهو أول من أطلق رصاصة البداية لثورة ستمتد لما يقرب من ستة عقود تعاقب على قيادتها عدة زعماء ينتمون كلهم إلى قبيلة أولاد سيدي الشيخ، :8 هذه القبيلة التي أرغمت الاحتلال الفرنسي على تجنيد العديد من فيالقه العسكرية لمجابهتها وحفزت الكثير من كتابه للبحث في تركيبتها وتتبع كل صغيرة وكبيرة عنها، فكان لها الحظ الأوفر من حيث الكتابات التي صدرت عن حركات المقاومة في شمال أفريقيا وذلك لطولها ولكثرة الأحداث والعمليات العسكرية التي صاحبتها.
لما أخضع الاحتلالُ الفرنسي شمال الجزائر له، زحف سنة 1845  م إلى جنوبها فاستعد له أولاد سيدي الشيخ والقبائل الحليفة لهم وهم قبيلة الطرافي، حميان، العمور، أولاد جرير، ذوي منيع، بني قيل، وغيرهم.
وكانت معركة الشريعة في 2 مايو 1845 م أول معركة بزعامة الشيخ بن الطيب يخوضها أولاد سيدي الشيخ ضد جيوش الاحتلال الفرنسي بقيادة الجنرال جيري (Gerry).

## الطريقة الشيخية
كان إشعاع الطريقة الشيخية الصوفية يغطي غرب الجزائر وشرق المغرب منذ بدية القرن العاشر الهجري، وبعد وفاة مؤسسها الشيخ عبد القادر بن محمد السماحي (1025  هـ/1616  م):5 استمرت مشيخة الزاوية في ابنه الحاج أبي حفص، ثم أخيه الحاج عبد الحكم، ثم انتقلت المشيخة في حفدته، إلا أن خلافاً نشب بينهم جعل الزاوية الشيخية تنقسم إلى اثنتين الزاوية الشيخية الشرقية وشيوخها من ذرية الحاج ابي حفص والزاوية الشيخية الغربية وشيوخها من ذرية الحاج عبد الحكم، وهكذا وصلت مسؤولية الزاوية الشيخية الغربية إلى الشيخ بن الطيب سنة 1818  م بعد مرورها بآباءه وأجداده.

## معاهدة لالة مغنية
كانت هذه المعركة تعبيرا عن رفض أولاد سيدي الشيخ لبنود معاهدة لالة مغنية بين فرنسا والمغرب (18 مارس 1845م) والتي جاءت بعد هزيمة المغرب في معركة إيسلي ((14 أغسطس 1844 م) وهي المعاهدة التي ابتزت بها فرنسا حقوق المغرب في أراضيه ومواطنيه، ووضعت بذلك حجر الأساس لاقتطاع ما شاءت من أراضي المغرب وإلحاقها بالجزائر التي كانت تعتبرها مقاطعة فرنسية، وكان أولاد سيدي الشيخ أول الضحايا فقد قسمتهم المعاهدة إلى قسمين مغاربة وجزائريين، وكان على أولاد سيدي الشيخ الغرابة (أي المغاربة) أن يُهَجَّرُوا من أرضهم التي أصبحت جزائرية وهو بمعنى آخر أن يُعَرَّضُوا لـ التهجير القسري.:230
واصل الشيخ بن الطيب مقاومته رافضا هذا الواقع المجحف، وكرد فعل فرنسي على هذا التحدي، هاجم الجنرال كافينياك لويس أوجين كافينياك قرى أولاد سيدي الشيخ الغرابة ونفذ مذبحة وصفها الطبيب المرافق له الدكتور فليكس جاكو وأثبت في كتابه ما قام به جنود كافينياك من قتل وحرق وتخريب خصوصا في قرية أم قرار التحتانية يوم 27 أبريل 1847 م وكرد فعل قام به أبو الفضل عبد الرحمن بن هشام ملك المغرب فقد عين في مطلع 1849  م الشيخ بن الطيب خليفة للسلطان بالمناطق الشرقية الجنوبية المغربية وهو تعبير واضح من السلطان بصفته أمير المؤمنين عن الإذن لزعيم أولاد سيدي الشيخ الغرابة الشيخ بن الطيب بإعلان الجهاد ومقاومة المحتلين.
أوفد الشيخ بن الطيب ممثلين عنه إلى السلطان لتوضيح أمر الأراضي والقرى التي اقتطعتها معاهدة لالة مغنية من أولاد سيدي الشيخ الغرابة وألحقتها بالجزائر، إلا أن الضغوط الفرنسية الهائلة التي تعرض لها السلطان وهو مِنْ مكان ضعف نظرا لترهل الدولة اقتصاديا وعسكريا وسياسيا، ونظرا للمكانة التي كانت تحتلها فرنسا إذاك كدولة عظمى في جميع المجالات إذ كانت في أوج نهضتها، كل ذلك جعل توقيع المعاهدة أمرا مفروضا.

## دعم السلطان مولاي عبد الرحمان للمقاومة
عاد الشيخ ابن الطيب إلى المقاومة بدعم من السلطان مولاي عبد الرحمان، ولما رأى الاحتلال أن أولاد سيدي الشيخ والقبائل الموالية لهم يقفون سدا منيعا أمام تقدمه، ضغط بالطرق الدبلوماسية على السلطان طالبا منه بإلحاح إلقاء القبض وسجن الشيخ بن الطيب الذي اتهمته السلطات الفرنسية بأنه يعكر الأجواء وينغص حسن الجوار بين الدولتين الفرنسية والمغربية، وتحت الضغوط الهائلة استدعى السلطان الشيخ بن الطيب في أواخر سنة 1849  م إلى فاس ووضعه تحت الإقامة الجبرية، وبعد هدوء العاصفة أطلق سراحه بعد أن أخذت منه الوعود على التزام الحياد.
بعد عودته ألى الحدود المغربية الجزائرية عاد الشيخ بن الطيب إلى المقاومة، فألقى المخزن المغربي القبض على ثلاثة من أبنائه بـ وجدة بالمغرب وأخذهم كراهن للضغط عليه حتى ينصاع إلى الأوامر بالتخلي عن المقاومة، في هذه الأثناء اندلعت ثورة أبناء عمومته أولاد سيدي الشيخ الشراقة (التابعين للجزائر) في 8  أبريل 1864 م بقيادة سليمان بن حمزة زعيم أولاد سيدي الشيخ الشراقة وشيخ الزاوية الشيخية الشرقية.
انطلقت الثورتان واتسعت رقعة العمل الجهادي واتقدت الحمية في جل القبائل، والتقت الثورتان في عدة معارك مشتركة بينهما، إلا أن خلافات قديمة كانت تحول دون التحامهما واتحادهما.
بعد وفاة السلطان مولاي عبد الرحمان بن هشام بويع ولي عهده سيدي محمد الرابع (علوي) سلطانا للمغرب، وكان أن جدد تعيين الشيخ بن الطيب خليفة له على المناطق الشرقية، في إشارة إلى أنه كان داعيا وداعما لمقاومة الاحتلال الفرنسي الذي احتل التخوم الشرقية المغربية، إلا أن السلطات الفرنسية عاودت الضغوط الدبلوماسية على السلطان لوقف مقاومة أولاد سيدي الشيخ الغرابة بزعامة الشيخ بن الطيب ويقول الضابط نويل في أحد تقاريره «لما قلد السلطان مولاي محمد سيدي الشيخ بن الطيب قيادة البدو المغاربة الموجودين بالحدود الشرقية، كان واعيا بأن إعطاء هذه المهمة لهذا الشخص بالذات، المعروف بعداءه لنا، هو موقف يخالف مصالحنا، وما فتئت عواقب هذا التعيين أن طفت على سطح الأحداث، خصوصا عندما تسلم الخليفة السلطاني الجديد لائحة أسماء القبائل التي ستكون تحت إمرته ومن بينها احميان الجنبة والعمور الذين يعدون مغاربة حسب اتفاقية لالة مغنية، ولكنهم في الواقع تابعون لنا منذ عدة سنوات، وبقي سيدي الشيخ بن الطيب عدونا القديم الذي يقف ضد النفوذ الفرنسي وبقي اسمه جاذبا ومستقطبا لكل الأشرار والمخربين في الجنوب الوهراني».
خاض الشيخ بن الطيب عدة معارك ضد الفرنسين وضد القبائل الموالية لهم منها ما اشترك فيها مع اخوانه أولاد سيدي الشيخ الشراقة، ومنها ما خاضها مع القبائل التابعة له ومن ذلك معركة بن حطاب في 26 أبريل 1864 م (مشتركة بين الغرابة والشراقة) معركة كروز شمال فجيج في 31 مارس 1870 م التي استشهد فيها ابنه مول الفرعة.
معركة عين الشعير في الجنوب المغربي في 24 أبريل 1870 م وهي آخر معاركه، خاضها وهو شيخ كبير على رأس مقاتليه جنبا إلى جنب مع سكان عين الشعير الذين هاجمتهم القوات العسكرية الفرنسية في حملتها على الجنوب المغربي بقيادة الجنرال ويفن Emmanuel Félix de Wimpffen محاولة منه ضرب المقامة في قاعدتها الخلفية.

## وفاة الشيخ بن الطيب
وفي 15  يوليو 1870 م توفي الشيخ بن الطيب وخلَفَهُ في زعامة المجاهدين أبناؤه الأربعة الذين استشهد منهم ثلاثة تباعا بعده، فاستحق بذلك لقب «المجاهد أبو الشهداء»، كما استشهد بعده ابن أخيه سليمان بن قدور البوشيخي البكري أحد زعماء الغرابة الذي لعب دورا بارزا في أحداث تلك الحقبة من تاريخ المغرب.
عندما توفي الشيخ بن الطيب كان ابناؤه الثلاثة لا يزالون في سجن فاس على خلفية الضغوط التي كانت السلطات الفرنسية تمارسها بعناد على المخزن المغربي، وذلك لإرغام الشيخ بن الطيب على وقف المقاومة والاستسلام لشروط الاحتلال، ولما وصل نبأ وفاته إلى مسمع السلطان أمر بإطلاق سراح أبنائه معترفا بسجنهم تلبية لرغة الفرنسيين، ومثنيا على أبيهم الذي كانت له مكانة مرموقة لدى السلطان وبعث بهذه الرسالة إلى ممثله بـ طنجة لإبلاغها إلى سفير فرنسا وهذا نص الرسالة
جاء تقرير سلطات الاحتلال على إثر وفاة الشيخ بن الطيب بما يلي: